# SVU狙擊步槍
SVU（俄語：СВУ，全寫：Снайперская винтовка укороченная，俄語羅馬化：Snayperskaya Vintovka Ukorochennaya，意為：短狙擊步槍；型號編號：OTs-03）是一款由俄羅斯聯邦工業設計局運動及狩獵武器中央設計研究局（現在是在KBP儀器設計廠的旗下）以SVD狙擊步槍為藍本所研製和生產的犢牛式狙擊步槍，是SVD的犢牛式佈局版本，發射7.62×54毫米俄羅斯口徑步枪子彈。

## 歷史
早在1970年，運動及狩獵武器中央設計研究局就開始在SVD的基礎上為空降部隊研製一款縮短型狙擊步槍的設計，但在那之前的工業生產處理沒有出現。直到在1990年代初期，因應俄罗斯联邦内务部，如旗下特種部隊特別用途機動單位（俄語：Отряд мобильный особого назначения，簡稱：ОМОН，簡稱：OMON）的要求，為了方便在建築物中進行火力支援而研發的。
由於特警隊平均交火距離不超過100公尺（109.36码，328.08英尺），因此短管的SVU並無損其較短的有效射程，加上其870毫米（34.25英吋）的槍身於狹小空間內運動遊刃有餘，因此這款狙擊武器適合城市環境。內務部接收了SVU以後不久，再要研發一個可連續射擊的版本（即SVU-A）。
SVU被發現在第一次車臣戰爭期間首次使用。最初的計劃是到稍為對老化的SVD作現代化改造，但設計師最終意識到該武器的配置會被完全改變，因而研製出SVU。

## 設計細節
雖然7.62×54毫米俄羅斯口徑步枪子彈的威力綽綽有餘，但是為了抑止後座力並且增加射擊穩定度，SVU加入一具特殊的大型槍口制退器。它採用了與消焰器、消聲器等其他槍口裝置整合在一起的三重檔板式設計；據信可以消除高達40％的反衝力道，而步槍的槍口噪音也藉由加入了消聲器的結構而有所改善。槍托與片狀彈簧的彈性為非剛性與機匣連接。SVU在SVD之上的其他主要改進包括更換槍托、手槍握把、扳機和光学瞄准镜的安裝位置，亦將槍管縮短了100毫米，使武器取得了完美的平衡。SVU-A和SVU-AS更採用了經過改進、類似斯泰爾AUG突擊步槍的射控扳機機構，輕按扳機只能單發，完全按下扳機便是全自動射擊。該槍的零件是由聚酰胺所製成。
雖然SVU保留了機械瞄具，但由於槍身縮短，以致於傳統照門與準星均改為摺疊式以免干擾PSO-1光學瞄準鏡操作；而且SVU幾乎總是裝上具有照明標線的PSO-1光学瞄准镜，但也可以安裝其他俄羅斯瞄準鏡。PSO-1光學瞄準鏡的標線是在全世界上的狙擊鏡之中幾乎是獨一無二的設計，位於其標線的左下角測距板，在中間可以發現具有彈墜補助（英語：Bullet Drop Compensation，簡稱：BDC）的多重「∧」（人字形）設計，以及標線中心的左右兩邊的風偏測距儀規正板標記。標線也是由放射性氚光所照明，而非一具由小型電池供電式電燈照明。SVU還配備了一個可調節式特製兩腳架，為了保證自由浮動式槍管的精度不會受到影響，而安裝在扳機以前的護木上，通過一根連桿延伸至接近槍口的位置。雖然對於狙擊步槍而言是多餘的，SVU的刺刀座設置於前護木下方，同樣可用以裝上6KH3及以後改進型AKM刺刀。
SVU在中距離的射擊精度類似於SVD。SVU-A和SVU-AS雖然能全自動射擊，但是只能在緊急情況（例如在近身混戰之中，遇上了構成威脅狙擊手的生命時）以下使用，因為發射全威力子彈以及步槍的輕便槍身會導致全自動射擊時的後座力非常驚人，而且狙擊步槍本身也不允許長時間全自動射擊。
大約在1991年，俄羅斯研發出OTS-03的一款衍生型，OTS-03A（SVU-A）。相對於SVU是一枝半自動步槍，SVU-A（A表示自動）則是一枝全自动步枪。在這種步槍之中，通過裝上一個安裝於機匣上並且向前延伸的兩腳架，令其重心增加。而為其研製的20和30發彈匣使彈匣容量增加，因此它可以在全自動模式的時候有效地使用；而更好的光學瞄準系統已經被併入SVU-A的系統之中，取代了過去從SVD繼承下來而且幾乎不變的PSO-1光學瞄準鏡。

## 衍生型
- SVU：基本型號。
- SVU-A（俄語：СВУ-А，全寫：Снайперская винтовка укороченная, автоматическая，俄語羅馬化：Snayperskaya Vintovka Ukorochennaya - Avtomat，意為：全自動型短狙擊步槍；型號編號：OTs-03A）：為SVU的可擊發調變衍生型版本，可選擇半自動或全自動射擊。[3]
- SVU-AS（俄語：СВУ-АС；型號編號：OTs-03AS）：為SVU-A的改進型，其特徵在於其折疊式兩腳架是一具整合到機匣上的特殊連桿。它可以連桿為樞軸的軸心旋轉90度橫向搭在牆壁或樹上。可伸縮的腳架部份具有4個可調節的高度，調節的最大長度為320毫米（12.6英吋）。[1]

## 各款德拉古諾夫步槍型號的特點比較
| 型號：            | SVD                                  | SVDS                                  | SVU                                      | 85式         | SVD-M        | CS/LR19      | 獵用步槍“Tigr-9”         | SVDK                          |
| 子彈：            | 7.62×54毫米R                         | 7.62×54毫米R                          | 7.62×54毫米R                             | 7.62×54毫米R | 7.62×54毫米R | 7.62×54毫米R | 9.3×64毫米7N33“布倫內克” | 9.3×64毫米7N33“布倫內克”      |
| 長度， 毫米：     | 1,220                                | 1,135（槍托折疊：875）                | 980                                      | 1,220        | 1,225        | 1,225        | 1,180                    | 1,250                         |
| 槍管長度， 毫米： | 620                                  | 565                                   | 520                                      | N/A          | 620          | 600          | 565                      | 620                           |
| 重量， 公斤：     | 4.5（裝上PSO-1光學瞄準鏡和拆卸彈匣） | 4.68（裝上PSO-1光學瞄準鏡和拆卸彈匣） | 5.6（裝上POSP 8×42光學瞄準鏡和拆卸彈匣） | 4.4          | 5.54         | 4.25         | 4                        | 6.5（拆卸光學瞄準鏡和兩腳架） |

## 使用國
- 白俄羅斯
- 俄羅斯
- 葉門

## 流行文化

### 電子遊戲
- 2005年—：型號為SVU，命名為「Dragunov SVU」，以5發彈匣供彈，奇怪地變成了栓動式射擊。
- 2007年—：型號為SVU，命名為「SVUmk2」。奇怪地第一人稱視角中武器模組採用了鏡像佈局（拉機柄、拋殼口及保險裝置都在左側）。
- 2008年—：型號為SVU，命名為「SVU Snaiperskaya Short」，以10發彈匣供彈，初始攜彈量為50發，內建消聲器。
- 2008年—：型號為SVU，命名為「SVUmk2」。奇怪地第一人稱視角中武器模組採用了鏡像佈局（拉機柄、拋殼口及保險裝置都在左側）。
- 2008年—《戰地之王》：命名為OTs-03A，以遊戲幣做購買，部分玩家認為該槍枝性能和HK417狙擊型自動步槍相似，甚至起了「E幣版東瀛戰神」這個稱號，其瞄準鏡性能可能為專業射手瞄準鏡。
- 2009年—《潛行者：普里皮亞季的召喚》：型號為SVU，命名為「SVUmk2」。奇怪地第一人稱視角中武器模組採用了鏡像佈局（拉機柄、拋殼口及保險裝置都在左側）。
- 2010年—：型號為SVU，命名為「SVU Snaiperskaya Short」，以10發彈匣供彈，初始攜彈量為40發（聯機模式使用彈藥升級技能時為70發），內建消聲器。只能在聯機模式中使用，於偵察兵達到15,000點經驗值以後解鎖，可以使用紅點鏡、4倍瞄準鏡、馬格南彈藥。
- 2012年—：型號為SVU-AS，命名為「SVU-AS」，具有暗紅色碳纖維效果的前護木，奇怪的沒有無彈後定，而且無法全自動射擊。使用12發彈匣（可使用改裝：延長彈匣，戰役模式時增至17發，聯機模式時則增至16發）供彈，初始攜彈量為108發（戰役模式）、36發（聯機模式）和96發（殭屍模式），最高攜彈量為240發（戰役模式）、96發（聯機模式）和96發（殭屍模式）並裝有預設的狙擊鏡。戰役模式時完成「得不償失」（Pyrrhic Victory）戰役以後解鎖，並可於所有戰役關卡中使用；聯機模式之中於等級4解鎖，並且可以使用消音器、彈道處理器、可變倍率式瞄準鏡（狙擊鏡）、快速重裝彈匣、全金屬披甲彈（英语：Full metal jacket bullet）、ACOG光學瞄準鏡、延長彈匣、AN/PEQ-2A雷射瞄準器、雙波段式瞄準鏡；殭屍模式時需要1,000點點數從神秘箱隨機取得，另有一款衍生型稱作「神出鬼沒的面紗效用器」（Shadowy Veil Utilizer），同樣以12發彈匣供彈，最高攜彈量提升至192發，並可以使用可變倍率式瞄準鏡。
- 2012年—《战争前线》：型号为SVU-AS，命名为“SVU-AS”，哑黑色枪身并以華沙條約導軌加装导轨镜桥而非直接使用PSO-1光學瞄準鏡，只能全自动射击，以15发弹匣供彈。为狙击手专用武器，通过抽奖获得，可以改装瞄准镜（狙击枪5.5x瞄准镜、狙击枪4.5x中程瞄准镜、狙击枪4x短程瞄准镜、狙击槍5x快速瞄准镜），并可以以通过更换战术导轨配件的方式选择脚架收纳或者展开。默认为收纳脚架，提高武器切换速度以及腰射精度；展开脚架的效果等同于特殊狙击枪双脚架，奇怪的拥有消音器却不算为消音武器。拥有黄金版本，增加腰射精度以及载弹量。
- 2013年—《縱橫諜海：黑名單》：型號為SVU，命名為「SVU」。敵方使用時會裝上雷射瞄準器。
- 2013年—：型號為SVU-AS，命名為「SVU-AS」，黑色槍身，以10發（戰役模式）或17發（聯機模式）彈匣（聯機模式時可使用改裝：延長彈匣增至27發）供彈，初始攜彈量為36發（聯機模式），最高攜彈量為108發（聯機模式），裝有預設的狙擊鏡。戰役模式之中由敵軍「聯邦」（Federation）所使用；聯機模式時可以使用機械瞄具、紅點鏡、ACOG光學瞄準鏡、全息瞄準鏡、熱能探測混合式瞄準鏡、消焰器、消音器、槍口制退器、延長彈匣、穿甲彈、三發點放。
- 2015年—：命名為「OTs-03」，由俄罗斯特种部队幹員“Glaz”所使用，預設使用機械瞄具，按右鍵可使用槍上裝有的“HDS摺疊瞄具”，效果類似於低倍率狙擊鏡。
- 2024年—《決勝時刻：黑色行動6》：命名為“Tsarkov 7.62”，奇怪的沒有無彈後定。
- 2024年—《浩劫殺陣2：車諾比之心》：命名為「SVU-MK S-3」。

### 動畫
- 2012年—《軍火女王》：於第一季第十二集登場，卡其色槍身，由香港大星海公司的承包人員，李少尉所使用，後被約拿所搶奪。

## 圖集

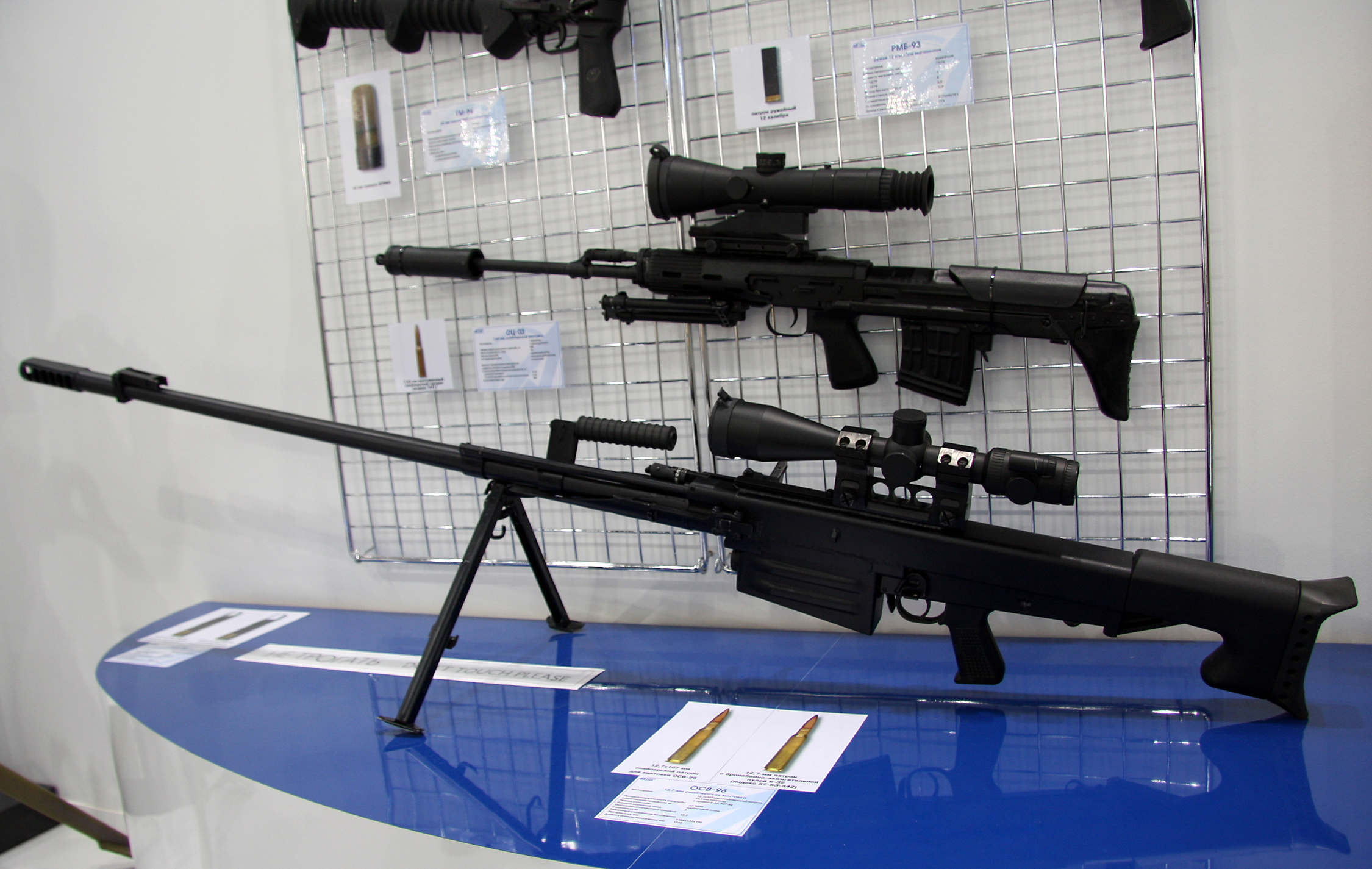
2009年莫斯科国际航空航天展览会（MAKS）上的SVU／OTs-03（上）與OSV-96
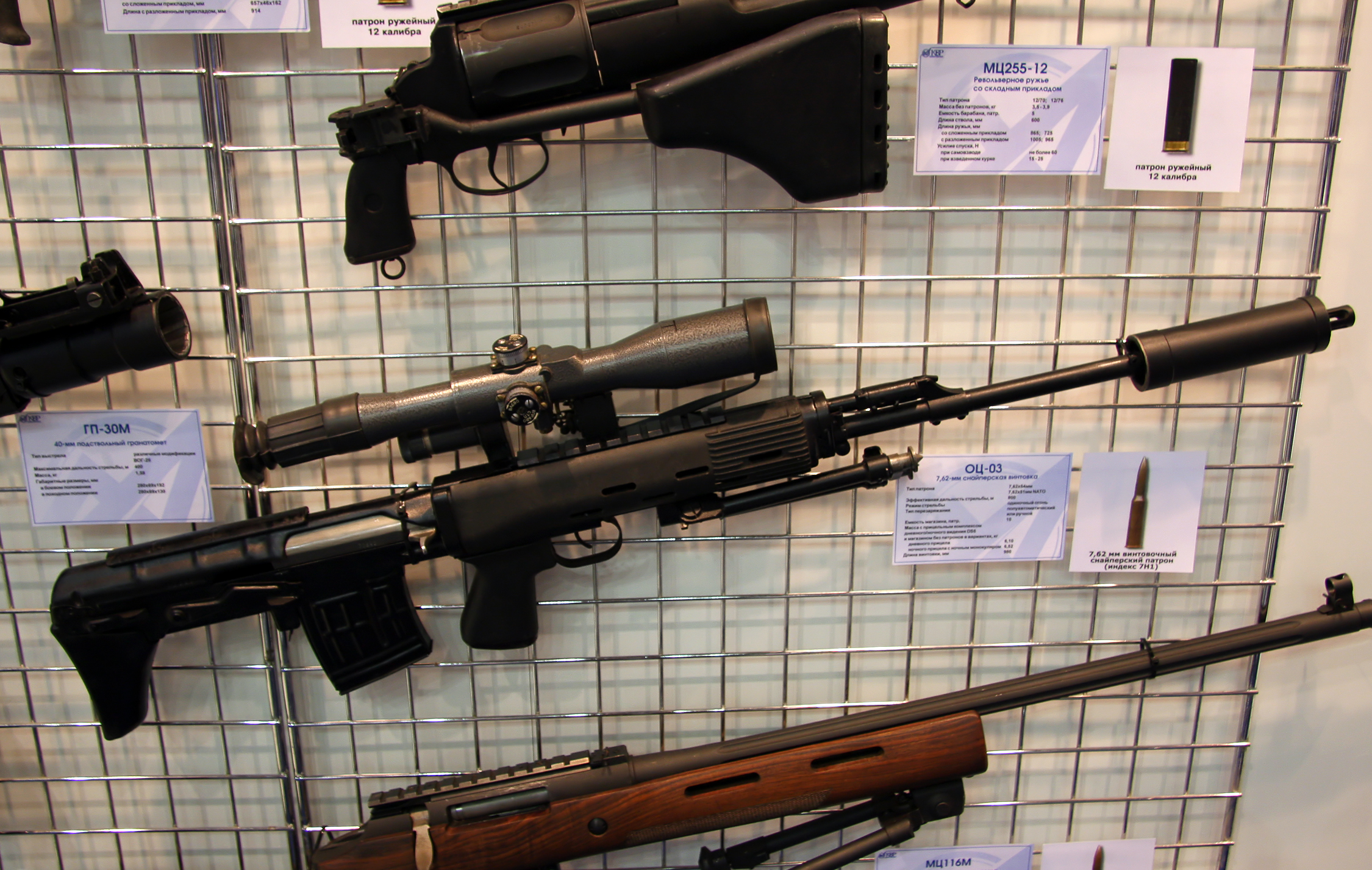
2011年俄羅斯國際軍警安防設備展（Interpolitex 2011）上的SVU展出槍
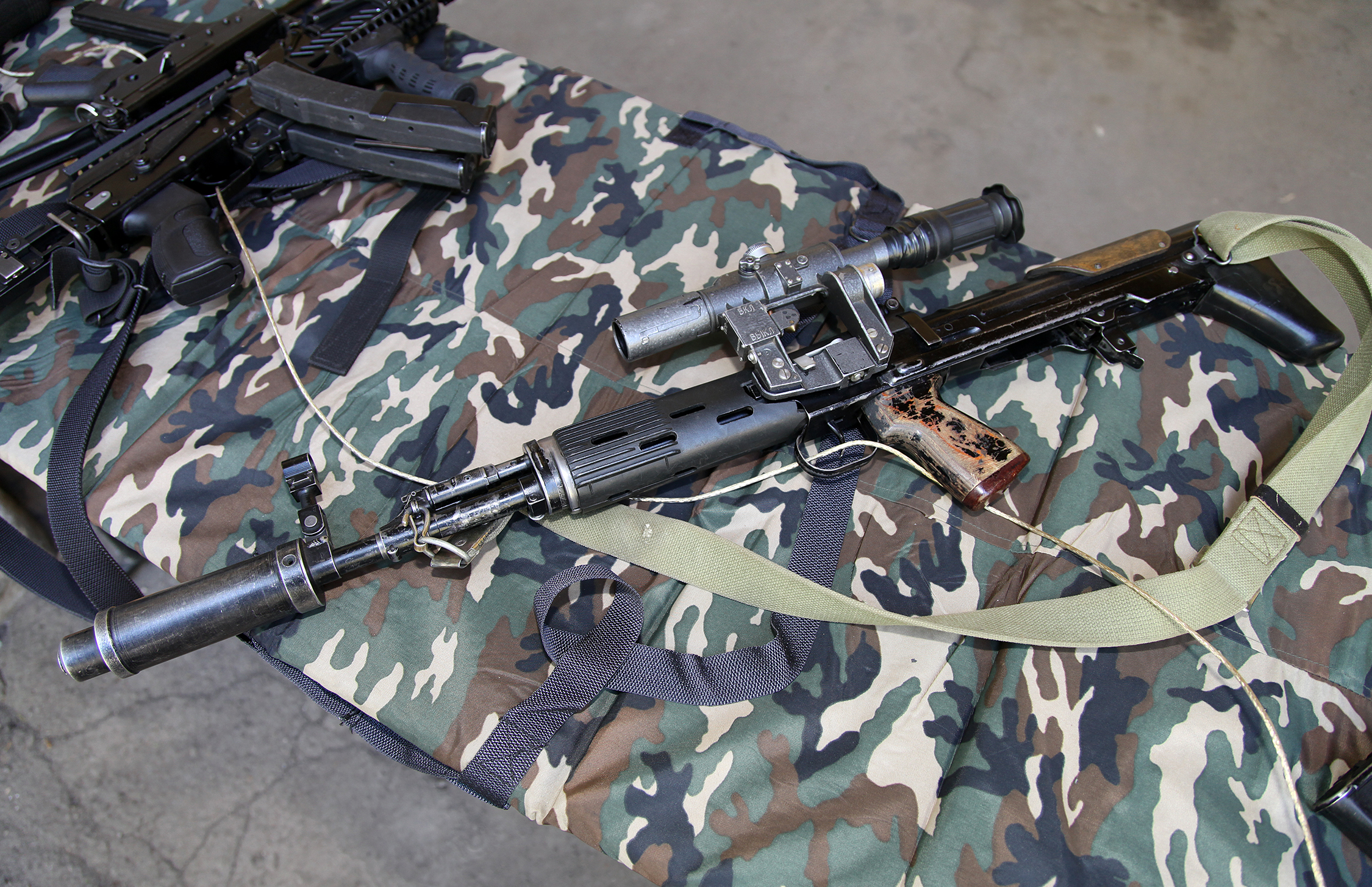
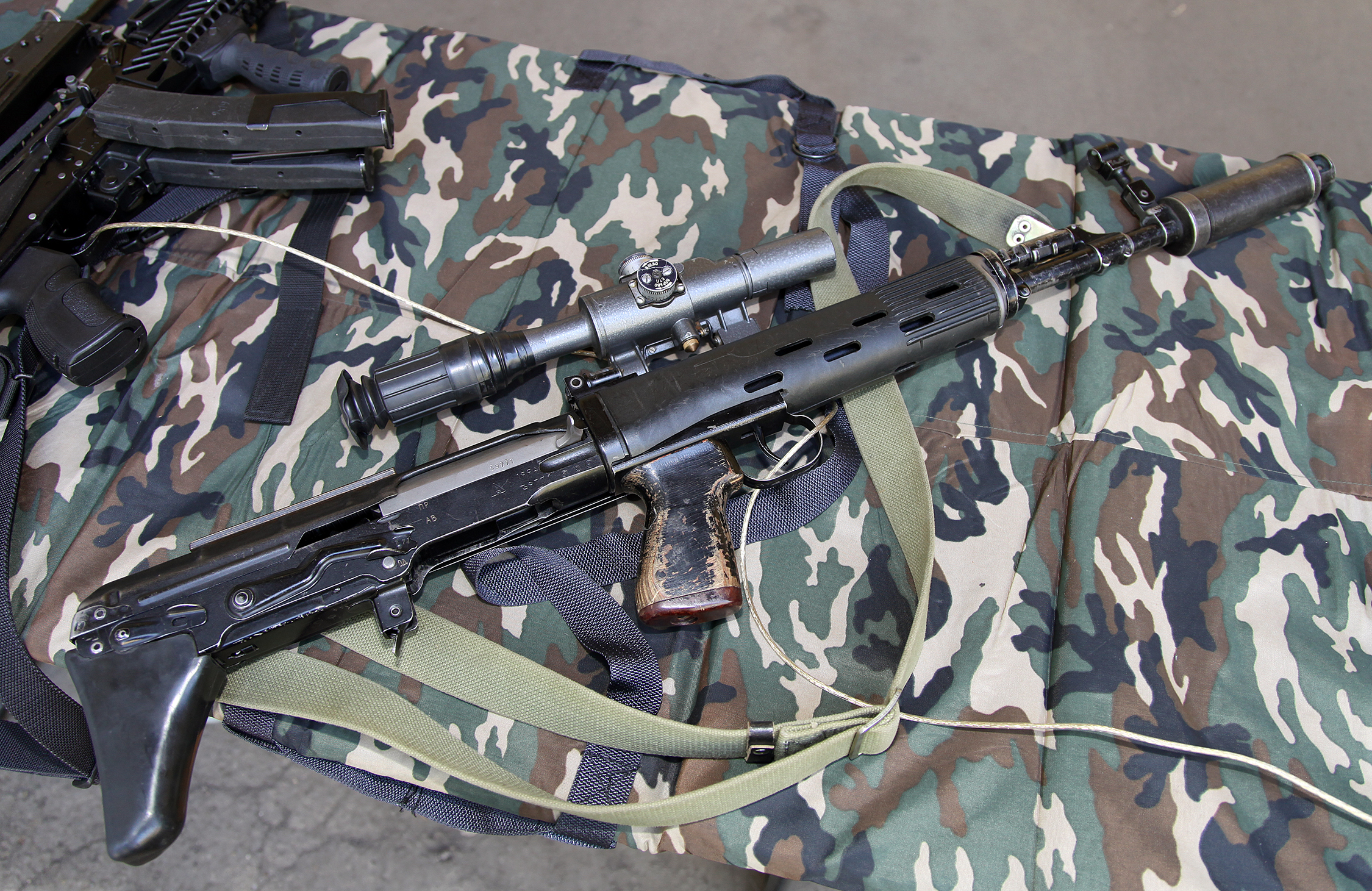
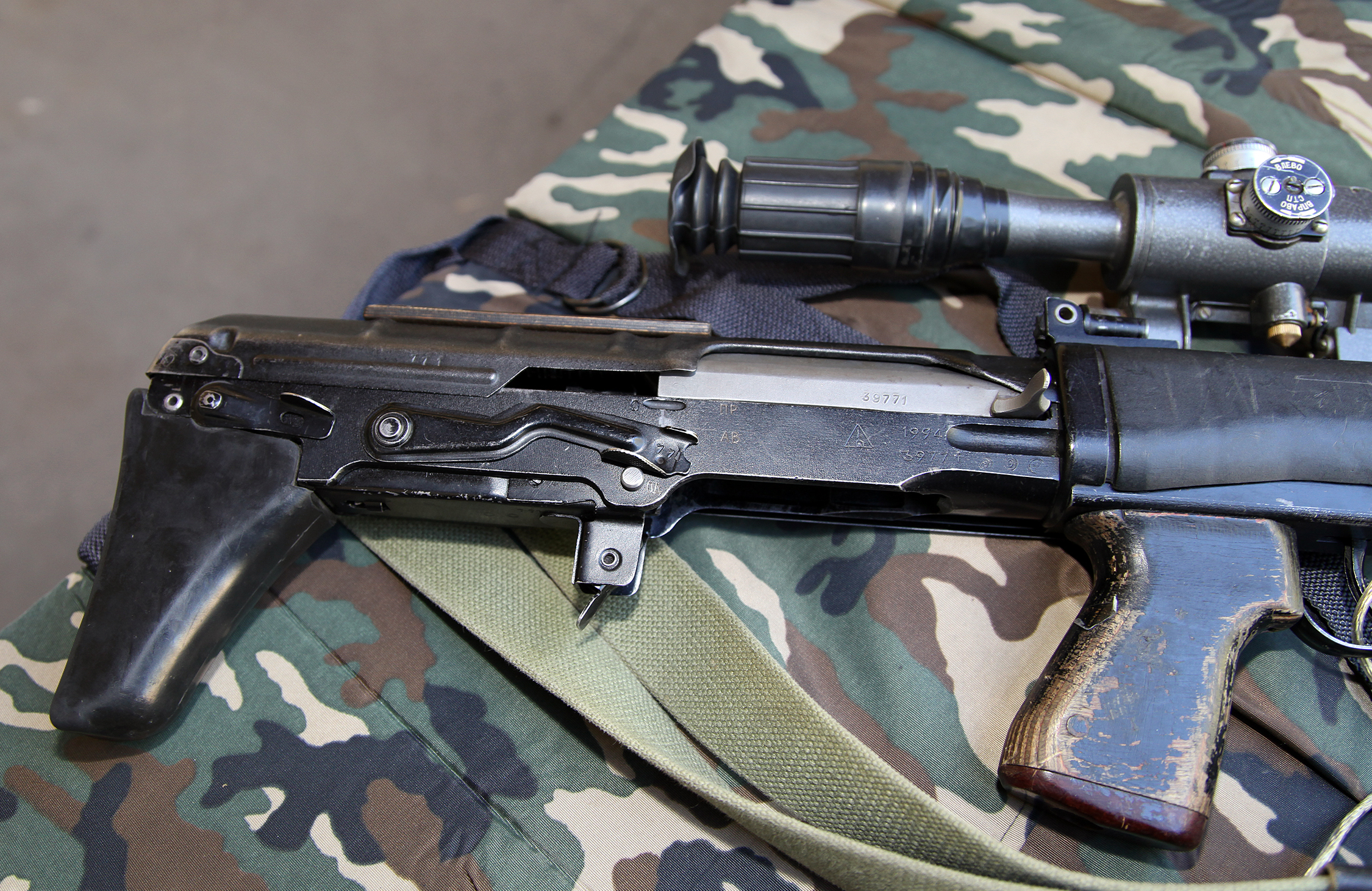
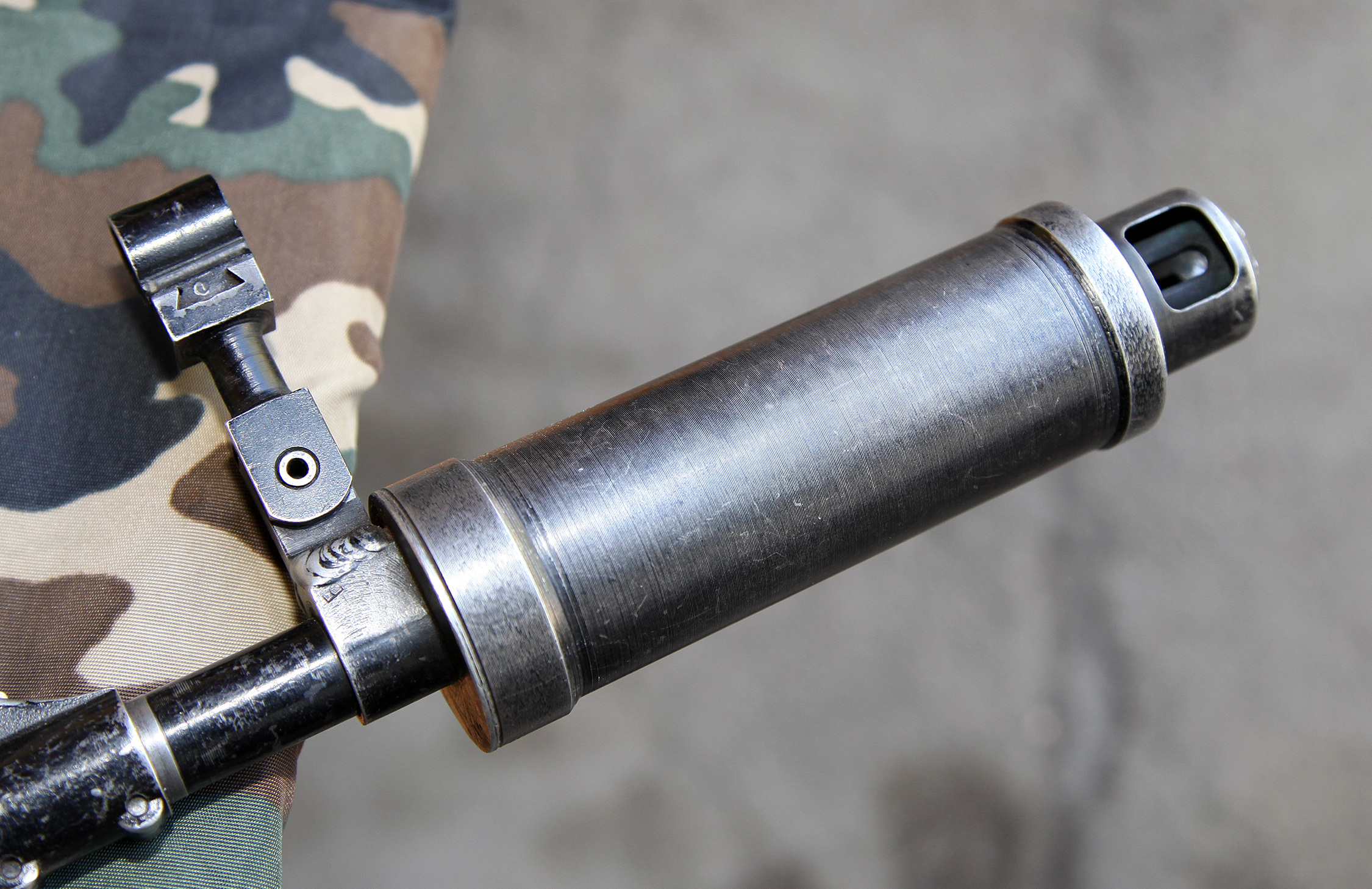

## 資料來源
1. 1 2 3 4 5 6  Описание СВУ （页面存档备份，存于） на сайте weapon.at.ua
2. 1 2 3 4 5 6 7 8 9  Описание[永久]在製造商的網站
3. 1 2 3 4 5 6  Описание СВУ （页面存档备份，存于） на сайте world.guns.ru
4. ↑  . Официальный сайт ОАО «伊茨瑪希工廠».   [2010-08-31]. （原始内容存档于2010-02-18） （俄语）.
5. ↑  . Официальный сайт ОАО «伊茨瑪希工廠».   [2010-08-31]. （原始内容存档于2010-02-18） （俄语）.
6. ↑   (PDF). Филиал ГУП КБП — «ЦКИБ СОО».   [2010-08-31] （俄语）.[永久]
7. ↑  . Оружейный журнал «Калашников».   [2010-08-31]. （原始内容存档于2010-08-02） （俄语）.
8. ↑  . weapon.at.ua.   [2010-08-31]. （原始内容存档于2010-08-23） （俄语）.
9. ↑  . weapon.at.ua.   [2010-08-31]. （原始内容存档于2010-05-03） （俄语）.
10. ↑  . weapon.at.ua.   [2010-08-31]. （原始内容存档于2011-02-03） （俄语）.

## 外部連結
- （英文）—Modern Firearms－SVU and SVU-AS (OTs-03AS) sniper rifle
- （英文）—Russian Small Arms SVU-AS (OTs-03AS) shortened sniper rifle
- （英文）—Weaponsystems.net—SVD（页面存档备份，存于）（連SVU）
- （英文）—Zonawar.ru—SVU-AS (OTs-03AS) shortened sniper rifle
- （英文）—Military, Security and Civilian Guns and Equipment—OTs-03 SVU（页面存档备份，存于）
- （俄文）—Cнайперская винтовка СВУ, rusarmy.com（页面存档备份，存于）
- （俄文）—WeaponPlace.ru（页面存档备份，存于）—in Russian
- （简体中文）—D Boy Gun World（槍炮世界）—SVU 战术步枪（页面存档备份，存于）
- （简体中文）—天津网—俄罗斯7.62毫米SVU狙击步枪